# János Balogh (piłkarz)
János Balogh (ur. 29 listopada 1982 w Debreczynie) – węgierski piłkarz, grający na pozycji bramkarza. Od 2015 reprezentuje barwy klubu Debreceni VSC. Jednokrotny reprezentant Węgier.

## Kariera
Po grze w juniorskich klubach w 1999 roku Balogh trafił do Debreceni VSC. Mając 18 lat, zadebiutował w tym klubie w meczu przeciwko Vác FC (20 maja 2000). W sezonie 2000/2001 rozegrał 14 meczów, a 22 spędził na ławce rezerwowych. W 2001 roku wystąpił w przegranym 1:5 meczu Pucharu UEFA przeciwko Girondins Bordeaux. W sezonie 2001/2002 Balogh zagrał 15 meczów ligowych (w tamtym sezonie w lidze rozgrywano 38 meczów). W kolejnym sezonie podstawowym bramkarzem klubu był Sandro Tomic, a Balogh zagrał 9 meczów. W 2004 roku został wypożyczony do FC Sopron, z którym to klubem w 2005 roku zdobył Puchar Węgier i w którym rozegrał 30 meczów ligowych. Do Debreceni VSC powrócił w styczniu 2006 roku, ale był trzecim bramkarzem klubu, za Tomiciem i Norbertem Csernyánszkim. Latem 2006 roku ponownie został wypożyczony, tym razem do Nyíregyháza Spartacus FC. Chociaż klub ten miał nadzieję, iż Balogh będzie jego podstawowym bramkarzem, to po 5 meczach ligowych trener Debreceni Miroslav Beránek z powrotem ściągnął piłkarza do klubu, by go przetestować. Testy wypadły pozytywnie i Balogh został podstawowym bamkarzem klubu, który w tym samym sezonie zdobył mistrzostwo kraju. W 2007 roku, po dobrych występach, trener reprezentacji Węgier Péter Várhidi powołał Balogha do kadry narodowej, wtedy też, 12 września, Balogh zagrał 18 minut w przegranym 0:3 meczu przeciwko Turcji, strzelając sobie w 90 minucie gola samobójczego. W 2008 roku Balogh został wypożyczony do Heart of Midlothian. Szkocki klub latem 2009 roku wykupił Węgra za 176 000 funtów. W 2012 roku wrócił do Nyíregyháza, a w 2015 do Debreceni.